# يوهان فريدريش كيند
يوهان فريدريش كيند (بالألمانية: Johann Friedrich Kind)‏ (و. 1768 – 1843 م) هو واضع كلمات الأوبرا، وشاعر، وكاتب ألماني، ولد في لايبزيغ، توفي في درسدن، عن عمر يناهز 75 عاماً.

## وصلات خارجية
- يوهان فريدريش كيند على موقع IMDb (الإنجليزية)
- يوهان فريدريش كيند على موقع الموسوعة البريطانية (الإنجليزية)
- يوهان فريدريش كيند على موقع ميوزك برينز (الإنجليزية)
- يوهان فريدريش كيند على موقع ديسكوغز (الإنجليزية)
- يوهان فريدريش كيند على موقع قاعدة بيانات الفيلم (الإنجليزية)

- يوهان فريدريش كيند في قاعدة بيانات الأفلام على الإنترنت